# Biografisches Archiv (Presse)
Ein Biografisches Archiv (umgangssprachlich: Leichenspeicher) ist ein zentraler Speicherort mit speziell vorbereiteten Artikelsammlungen für den Todesfall einer berühmten Persönlichkeit für Nachrichten- und Presseagenturen.
Damit ist gewährleistet, dass die Kunden der Nachrichtenagenturen bereits wenige Minuten nach Bekanntwerden des tatsächlichen Todesfalles auf umfangreiche Informationen und Analysen über das Leben und Wirken des gestorbenen Prominenten zurückgreifen können. Geschrieben wurden diese Nachrichtenstücke aber freilich zu einem Zeitpunkt, als der Prominente noch lebte und womöglich noch wenig oder gar nichts auf dessen Tod hindeutete. Oftmals fehlen in den Artikeln nur noch der Todeszeitpunkt, der Ort und gegebenenfalls Angaben zu den Umständen des Versterbens.
Dieser Zeitvorsprung, der sich dank des biografischen Archivs ergibt, kann für Zeitungen sehr entscheidend sein, wenn die Todesnachricht erst kurz vor Andruck der nächsten Ausgabe bekannt wird.
Nach Angaben des Kommunikations- und Medienwissenschaftlers Jürgen Wilke umfasste das Archiv des deutschen Marktführers unter den Nachrichtenagenturen, der Deutschen Presse-Agentur, im Jahr 2000 Informationen über etwa 200 berühmte Menschen.
Als Grundlage für ihre Beiträge greifen die Agenturen oft auf ihr Archiv zurück – etwa auf Porträts, die anlässlich eines runden Geburtstages geschrieben worden waren. Allerdings sind sie immer auf den Tod des Prominenten und die daraus resultierenden Konsequenzen gemünzt – was natürlich vage bleiben muss, da es ja zu Lebzeiten noch keine Quellen gibt, die für diese Art der Vorproduktion genutzt werden können. Im Laufe der weiteren Berichterstattung werden die aktuellen Stellungnahmen und Kondolationen zum Tod in die anfänglichen Beiträge eingebaut, so dass am Ende nicht mehr viel an die Ursprungsversion erinnert.
Viele Stücke für einen Beitrag sind vorhersehbar. Etwa Artikel für den möglichen Todesfall von Ex-Bundeskanzler Helmut Kohl oder Papst Benedikt XVI. Bei eher überraschenden Todesfällen wie dem von Musiker Michael Jackson kann es vorkommen, dass das Archiv für den konkreten Fall lückenhaft oder womöglich sogar leer ist. Dann helfen den Agenturen Dienste wie das Munzinger-Archiv, das online regelmäßig aktualisierte Biografien über Prominente anbietet.